# Erebia dabanensis
Espèce
Erebia dabanensis est une espèce de papillons de la famille des Nymphalidae, de la sous-famille des Satyrinae et du genre Erebia.

## Systématique
L'espèce Erebia dabanensis a été décrite par Nikolay Grigorievich Ershov (d) en 1871.
Erebia youngi, présent en Alaska et au Canada, est très proche d’Erebia dabanensis.

## Liste des sous-espèces
- Erebia dabanensis dabanensis
- Erebia dabanensis olshvangi Gorbunov, 1995 ;
- Erebia dabanensis toundra Staudinger, 1887 ;
- Erebia dabanensis troubridgei Dubatolov, 1992 ;
- Erebia dabanensis sokhondoensis Belik, 2001 [1].

## Nom vernaculaire
Erebia dabanensis  se nomme ЭРЭБИА ДАБАНЭНЗИС en russe.

## Description
Erebia dabanensis  est un papillon marron, d'une envergure qui varie de 21 à 23 mm qui présente une ligne submarginale de petits ocelles orange cuivré pupillés de marron.

## Biologie

### Période de vol et hivernation
Il vole en une génération en juin juillet.

### Plantes hôtes
Ses plantes hôtes seraient des Festuca.

## Écologie et distribution
Il réside dans le Nord de l'Asie, en Russie de l'Oural polaire à la Yakoutie et la péninsule tchouktche.

### Biotope
Il habite la toundra.

### Protection
Pas de statut de protection particulier connu.